# WASP
와스프(WASP)는 "백인 앵글로-색슨 개신교도(White Anglo-Saxon Protestant)"의 두문자를 따서 줄인 말이다. 이는 미국에서 시작된 사회학적, 문화적, 민족지칭어이다. 미국 역사 초기에 국가 기틀을 다졌던 백인, 앵글로 색슨족이며 개신교도였던 영국계 후손들을 지칭하는 용어다. 그러나 정확한 정의가 없으며, 서로 매우 다른 집단을 묘사하기도 한다. 애초에 파워 엘리트를 형성한 상류사회인 북동부 특권계층사람들에게 적용하면서 쓰기 시작했다. 미국의 노동계층 백인들은 개신교도이고 앵글로 색슨의 후예라고 해도 그들을 와스프(WASP) 라고 지칭하지는 않는다. 백인White이라는 말은 필요 없이 덧붙인 셈인데, 앵글로 색슨이라면 곧 백인이기 때문이다.
미국 자유주의 세력들은 천주교와 WASP가 아닌 백인들이 점점 줄어드는 상황으로 "백인 기독교도(white Christian)"라는 말로 대체하였다.
엄격히 말하자면 와스프(WASP)라고 부르는 사람들의 상당수는 앵글로색슨계가 아니다. 엄밀히 앵글로색슨은 5세기와 노르만인의 잉글랜드 정복의 사이에 영국에 정착한 게르만족의 후예이며 잉글랜드를 형성했던 민족이었다. 그러나 현대 북아메리카의 관행상 WASP는 네덜란드, 독일, 프랑스, 스칸디나비아, 스코틀랜드, 스코트-아일랜드, 웨일즈계인 개신교를 포함한다.  앵글로색슨이 아닌 다음의 사람들도 WASP라고 부른다. 밴더빌트(Vanderbilt)와 루스벨트(Roosevelt)가문은 네덜란드계, 록펠러(Rockefeller), 에스터(Astor)가문은 독일계, 듀폰(Du Pont)가문은 프랑스계, 멜론(Mellon)가문은 스코트-아일랜드계이다.
와스프라는 용어는 많은 의미를 갖는다. 사회학적으로 미국을 나라로 세우고 서유럽에 그들의 뿌리를 두는 일부 미국인을 가리킨다. 현재 이 표현은 대체로 부정적인 의미로 쓴다.
와스프는 오늘날 미국인 중 25퍼센트 미만이지만, 그들은 미국의 전체 체제에 영향력을 비정상적으로 지속한다. 많은 사람들이 이 말을 사회의 소수세력의 어디에도 속하지 않은 백인들을 지칭하는 말로 사용한다. 이 말은 대단히 포괄적인 의미가 되어 버렸다.
동일한 민족적 그룹이 정착한 캐나다와 호주같은 영어권사회에서 와스프(WASP)라는 용어의 사용이 빈번해지고 있다. 그리고 영어권사회를 넘어서 사회의 엘리트그룹을 비유적으로 지칭할 때 쓰이기도 한다.

## 사용
사회학자인 펜실베이니아 대학교수 디그비 발트첼(E. Digby Baltzell)이 그의 책에서 언급하면서 대중화되었다 (The Protestant Establishment: Aristocracy & Caste in America. 1964년 ). 그러나 그 이전인 1957년 앤드루 해커(Andrew Hacker)가 처음으로 사용했다고 알려져 있다.

## 비평
어떤 사람들은 표현의 부정확성 때문에 그리고 의미와 애매함을 이해하지 못하는 사람들 때문에 뭇사람들의 입에 아무렇게나 오르내린다는 사정때문에 그 사용을 반대한다. 위에서 언급했듯이 와스프라고 언급되는 많은 사람들이 옛날 영국에 정착한 게르만족의 후예가 아니라는 점에서 앵글로색슨이 아닌 것이다. 게다가, 일부는 유럽계 미국인들에 대한 인종적, 민족적, 종교적인 욕설이며, 유럽계 미국인들의 다양성을 흠집내려는 시도라고 간주하기도 한다.